# Rzędy
Rzędy (niem. Grenzhöfen) – osada w Polsce położona w województwie warmińsko-mazurskim, w powiecie elbląskim, w gminie Pasłęk.
W latach 1975–1998 miejscowość administracyjnie należała do województwa elbląskiego.